# Tamandani Nsaliwa
Tamandani Nsaliwa (Lilongwe, 28 januari 1982) is een Canadese voetballer die bij voorkeur als middenvelder speelt. Hij verruilde in 2013 AO Kavala voor Bucaspor.

## Erelijst
1. FC Nürnberg
- 2. Bundesliga

2001